# Lomaspilis hjordisi
Lomaspilis hjordisi är en fjärilsart som beskrevs av Lingnblad 1946. Lomaspilis hjordisi ingår i släktet Lomaspilis och familjen mätare. Inga underarter finns listade i Catalogue of Life.